# Clitocybe diosma
Clitocybe diosma är en svampart som beskrevs av Einhell. 1973. Clitocybe diosma ingår i släktet Clitocybe och familjen Tricholomataceae.  Artens status i Sverige är: Ej påträffad. Inga underarter finns listade i Catalogue of Life.